# Christian de Duve
Christian René de Duve (Thames Ditton, 2 ottobre 1917 – Grez-Doiceau, 4 maggio 2013) è stato un biochimico belga.

## Biografia
Nasce nel Regno Unito da una famiglia di emigrati belgi poi ritornati al paese di origine, Nethen - vicino a Bruxelles - nel 1917.
Christian de Duve studia all'Università Cattolica di Lovanio ove si specializza in biologia cellulare.
Il 10 aprile 1970 viene nominato Accademico della Pontificia Accademia delle Scienze.
Nato in una famiglia della piccola nobiltà belga, è stato creato visconte (a titolo personale) dal re Baldovino nel 1989.
È morto il 4 maggio 2013 all'età di 95 anni mediante eutanasia.
Massone, fu membro della loggia Les Amis philanthropes del Grande Oriente del Belgio, a Bruxelles.

## Attività scientifica
A lui è dovuta la scoperta del glucagone, dei lisosomi e dei perossisomi.
Ha ricevuto numerose onorificenze e riconoscimenti. Nel 1974 ottenne il Premio Nobel per la medicina e la fisiologia insieme ad Albert Claude e George Emil Palade. La motivazione fu la seguente: "per le loro scoperte sull'organizzazione strutturale e funzionale della cellula".

## Attività letteraria
Nel 1998 viene pubblicata in Italia la sua opera "Polvere vitale" ("Vital Dust"). Il libro cerca di ricostruire i quattro miliardi di anni della storia della vita sulla Terra, dalle prime biomolecole alla mente umana.
Del 2003 è invece il suo "Come evolve la vita. Dalle molecole alla mente simbolica" ("Life Evolving. Molecules, Mind, and Meaning"). L'opera fa il punto su quel che sappiamo oggi dell'evoluzione a un secolo e mezzo da Darwin e a cinquant'anni dalla scoperta della struttura del DNA.
Nell'aprile 2005 pubblica "Alle origini della vita" ("Singularities: Landmarks on the Pathways of Life") molto notevole sin dall'introduzione ove lo scienziato traccia una sua importante ed originale suddivisione nei meccanismi del processo evolutivo. Egli distingue sette singolarità (che non si escludono necessariamente l'una con l'altra):
1. Necessità deterministica
2. Collo di bottiglia selettivo
3. Collo di bottiglia restrittivo
4. Pseudo collo di bottiglia
5. Accidente congelato
6. Fortuna fantastica
7. Disegno intelligente.

A proposito del cosiddetto Disegno Intelligente (Intelligent Design) De Duve, in "Alle origini della vita", osserva: "Questo meccanismo postula il verificarsi di passi dell'evoluzione che non avrebbero potuto aver luogo senza l'intervento di un qualche tipo di entità guida soprannaturale. A rigore tale possibilità non meriterebbe di essere menzionata in un contesto scientifico; in effetti essa non dovrebbe mai essere presa in considerazione se non dopo aver escluso tutte le spiegazioni naturali, cosa che ovviamente non potrebbe mai avvenire. Il disegno intelligente è stato tuttavia sostenuto in anni recenti da una piccola minoranza di scienziati molto rumorosi, i quali sostengono di avere dimostrato che certi passi dell'evoluzione non possono essere spiegati in termini rigorosamente naturali. Accolti con grande entusiasmo in molti ambienti religiosi fondamentalistici e ancor più liberali, questi argomenti non sono riusciti a convincere molti scienziati".